# Kata Tjuṯa/Monts Olga
Pour les articles homonymes, voir Kata (homonymie).
Les Kata Tjuta/monts Olga (ou simplement les Olgas) constituent un massif de dômes d'arkoses en inselbergs situés dans le parc national d'Uluṟu-Kata Tjuṯa, à 365 km au sud-ouest d'Alice Springs, en Australie.

## Géographie

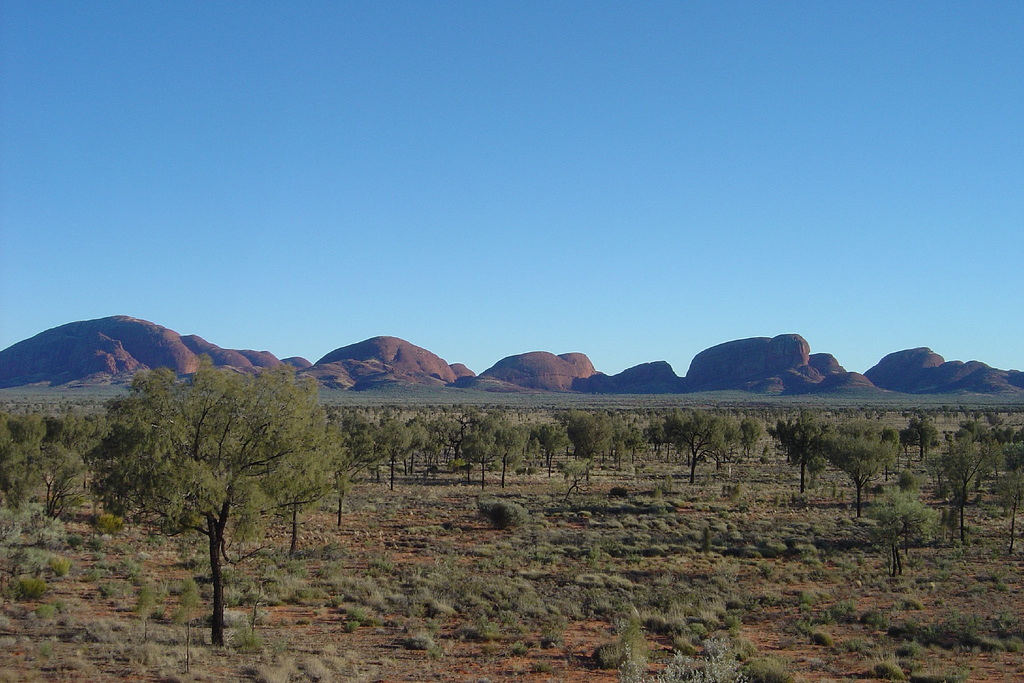
Les Kata Tjuṯa/monts Olga.

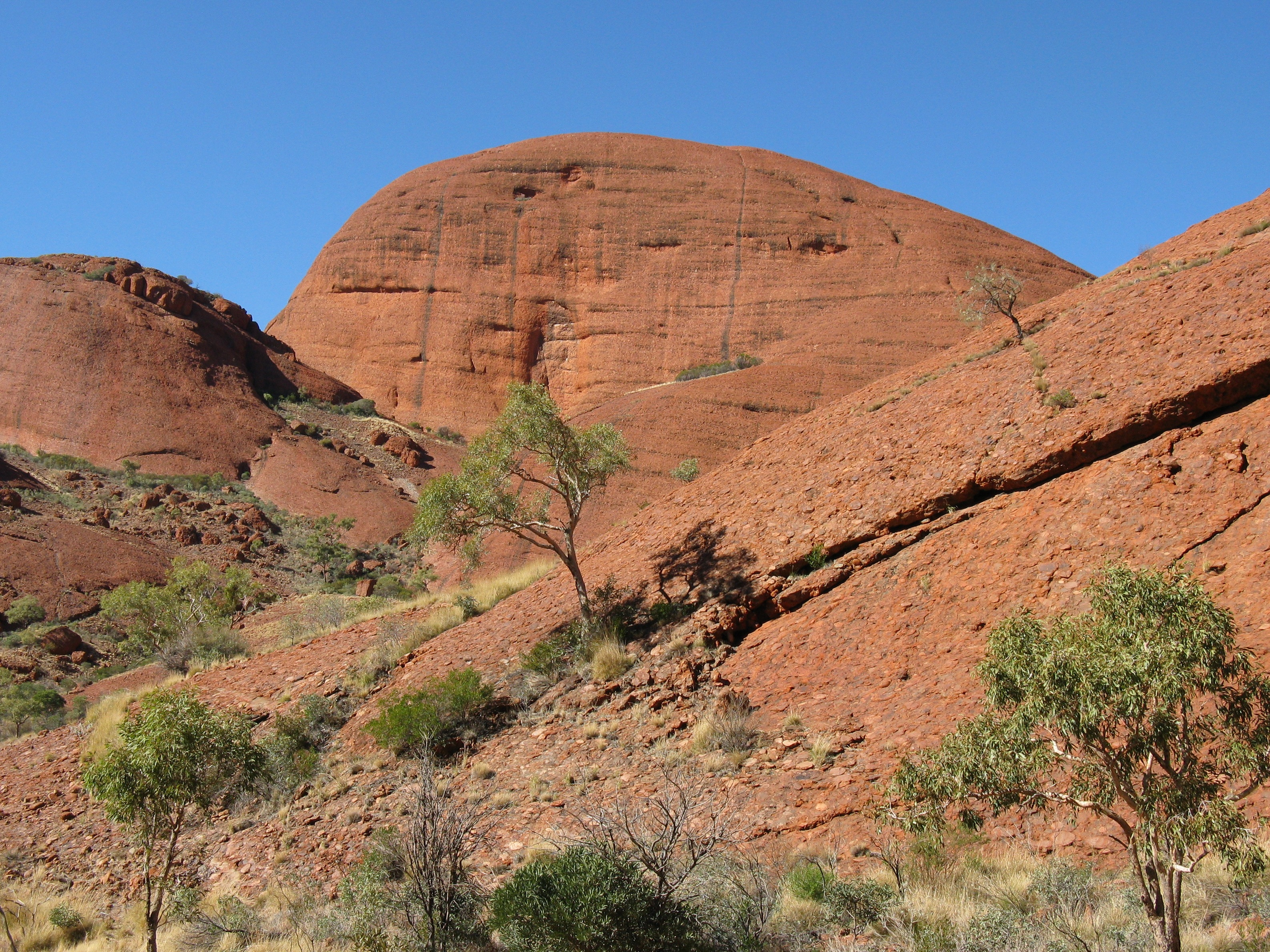
La piste de la vallée des Vents (ravins, méga-écailles de desquamation des arkoses (grès feldspathique), éboulis colonisés par la végétation).

Les 36 dômes de cette formation géologique couvrent 21,68 km2 du parc national. Le groupe de 36 sommets est constitué d’un mélange de schiste et de conglomérat contenant des fragments de granite et de basalte[réf. souhaitée] (arkoses néoprotérozoïques).
Ils sont à environ 25 kilomètres d'Uluru/Ayers Rock, dans le Territoire du Nord en Australie.
Le plus grand sommet du groupe, le mont Olga, culmine à 1 070 m et domine le pédiment (plaine environnante) de 400 à 600 m.

## Orogenèse

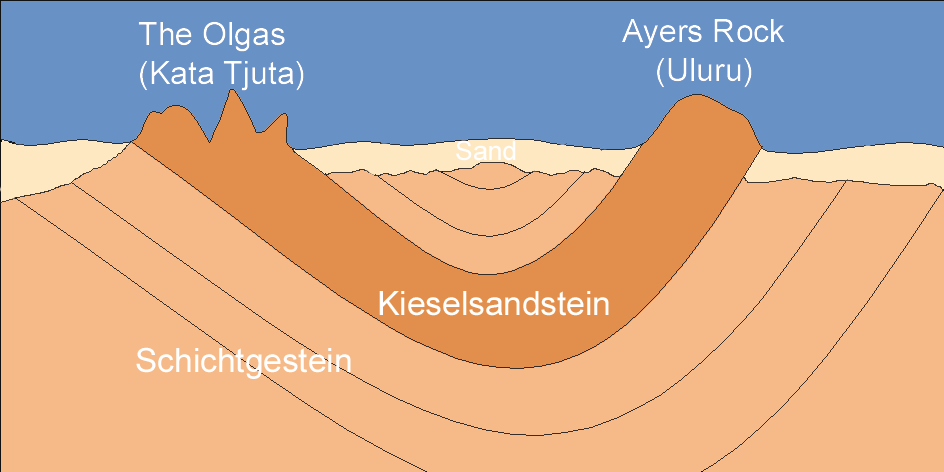
Schéma simplifié possible de la structure synclinale et de la strate des arkoses de Mutitjulu qui compose Uluru/Ayers Rock.

L'arkose (grès feldspathique) de Mutitjulu aurait approximativement le même âge que le conglomérat de Kata Tjuṯa et aurait une origine similaire malgré un type de roche différent

## Histoire
Le mont Olga a reçu son nom en 1872 de Ernest Giles, en l'honneur de la reine Olga de Würtemberg.
Le 15 décembre 1953, la politique de « dual naming (en) » autorisa la juxtaposition des noms aborigènes et anglais. Le mont Olga fut donc rebaptisé Mount Olga / Kata Tjuta.
Le 6 novembre 2002, à la demande de l'association régionale de tourisme, l'ordre des noms fut officiellement inversé en Kata Tjuta / Mount Olga.

## Légendes
Il existe de nombreuses légendes pitjantjatjara du temps du rêve associées à cet endroit et à tout ce qui se trouve dans les environs, y compris Uluru/Ayers Rock. Un certain nombre de légendes entourent le grand roi des serpents Wanambi, qui vivrait au sommet des Kata Tjuṯa/monts Olga et ne descendrait que pendant la saison sèche. On disait que son souffle pouvait transformer une brise en ouragan afin de punir ceux qui commettaient de mauvaises actions. La majorité de la mythologie entourant le site n'est pas divulguée aux étrangers, et en particulier aux femmes. Comme il est de coutume, si les femmes sont au courant des « affaires des hommes », elles sont exposées à des attaques violentes, voire à la mort. Le peuple Anangu croit que les grands rochers des Kata Tjuṯa/monts Olga abritent l'énergie spirituelle du « rêve », et depuis 1995, le site est de nouveau utilisé pour des cérémonies culturelles.

## Transport
L'accès aux Kata Tjuṯa/monts Olga en avion se fait par l'aéroport Ayers Rock qui se trouve à 55 km du site touristique.
L'accès en voiture est possible en 4 h 30 depuis Alice Springs via la Stuart Highway puis la Lasseter Highway. On peut aussi y accéder depuis Laverton via la Great Central Road.

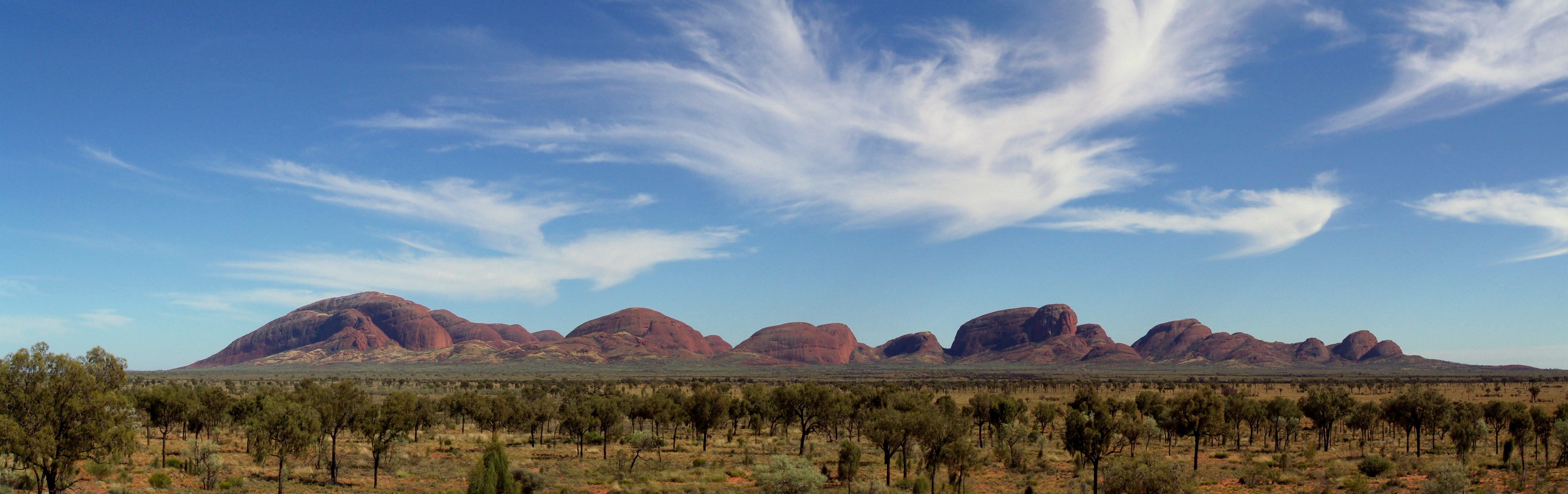
Les Kata Tjuṯa/monts Olga (« beaucoup de têtes ») : un site sacré pour les Pitjantjatjara.

Vue panoramique des Kata Tjuṯa/monts Olga.